# Leon (förnamn)
Leon och Léon är som förnamn mansnamn. Den senare namnformen används dock som artistnamn av en kvinnlig svensk artist.

## Personer med namnen (urval)
- Leon (skådespelare) (född 1962), amerikansk skådespelare, artistnamn för Leon Robinson
- Léon (sångerska) (född 1993), svensk sångerska, artistnamn för Lotta Lindgren

- Leon Cooper (född 1930), amerikansk fysiker, nobelpristagare
- Leon Czolgosz (1873–1901), amerikansk presidentmördare
- Léon Foucault (1819–1868), fransk fysiker, konstruerade Foucaults pendel
- Leon Larson (1883–1922), svensk proletärförfattare och anarkist
- Leon M. Lederman (1922–2018), amerikansk elementarpartikelfysiker, nobelpristagare
- Leon Nordin(1930–2016), svensk reklamman
- Leon Robinson (född 1962), amerikansk skådespelare
- Leon Spinks (1953–2021), amerikansk boxare
- Léon Theremin (1896–1993), rysk uppfinnare, konstruerade musikinstrumentet theremin
- Leon Uris (1924–2003), amerikansk författare